# 10217 Richardcook
A 10217 Richardcook (ideiglenes jelöléssel 1997 SN4) a Naprendszer kisbolygóövében található aszteroida. A NEAT program keretében fedezték fel 1997. szeptember 27-én.